# Davika Hoorne
 (juin 2019).
Davika Hoorne (en thaï : ดาวิกา โฮร์เน่ / Mai Davika Hoorne), connue aussi sous le nom de Mai Davika (en thaï : ใหม่ ดาวิกา), née à Bangkok le 16 mai 1992, est une actrice thaïlandaise et mannequin. 
Elle est aussi ambassadrice à l'UNICEF.

## Biographie

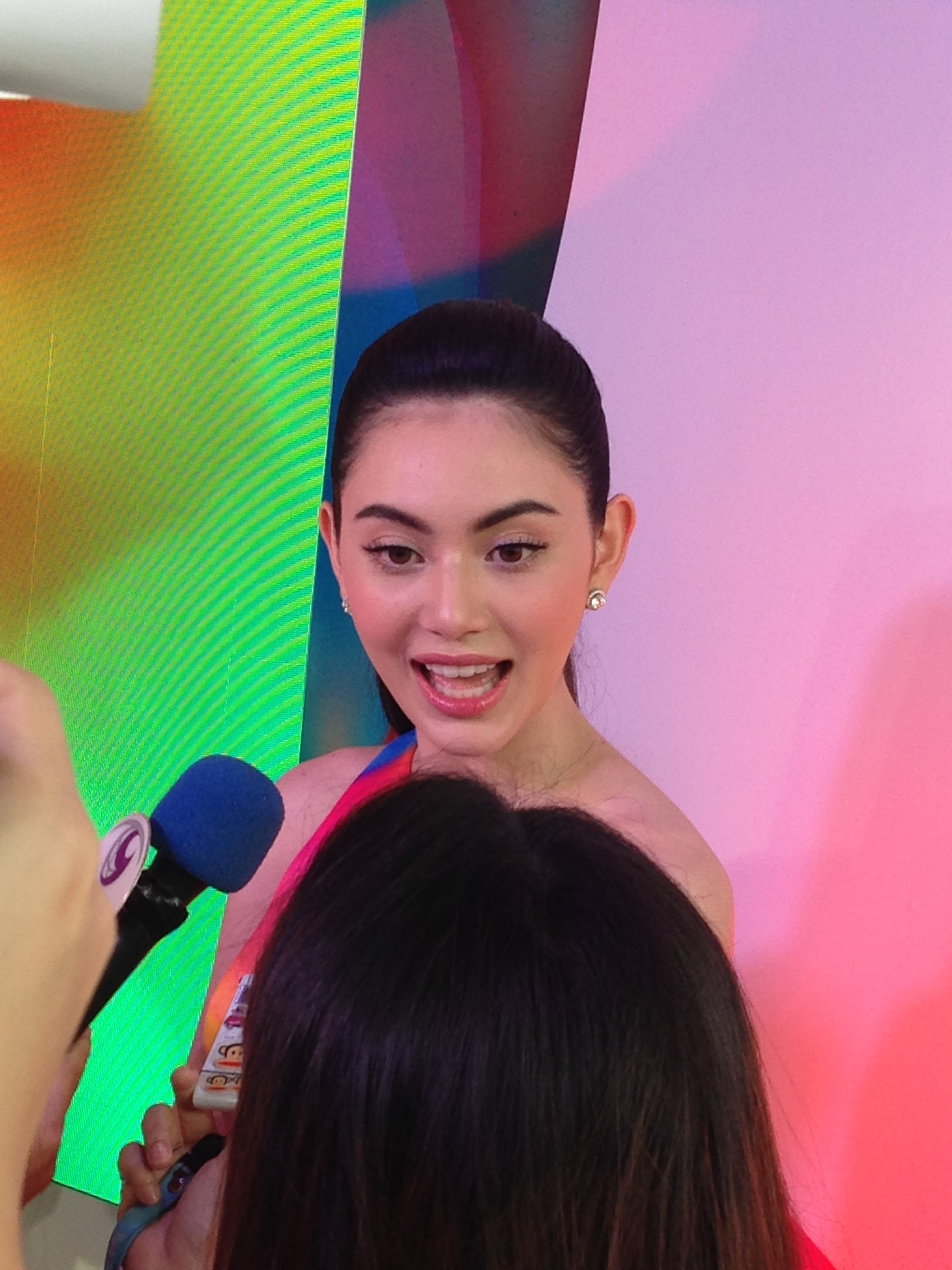
Davika Hoorne en 2015

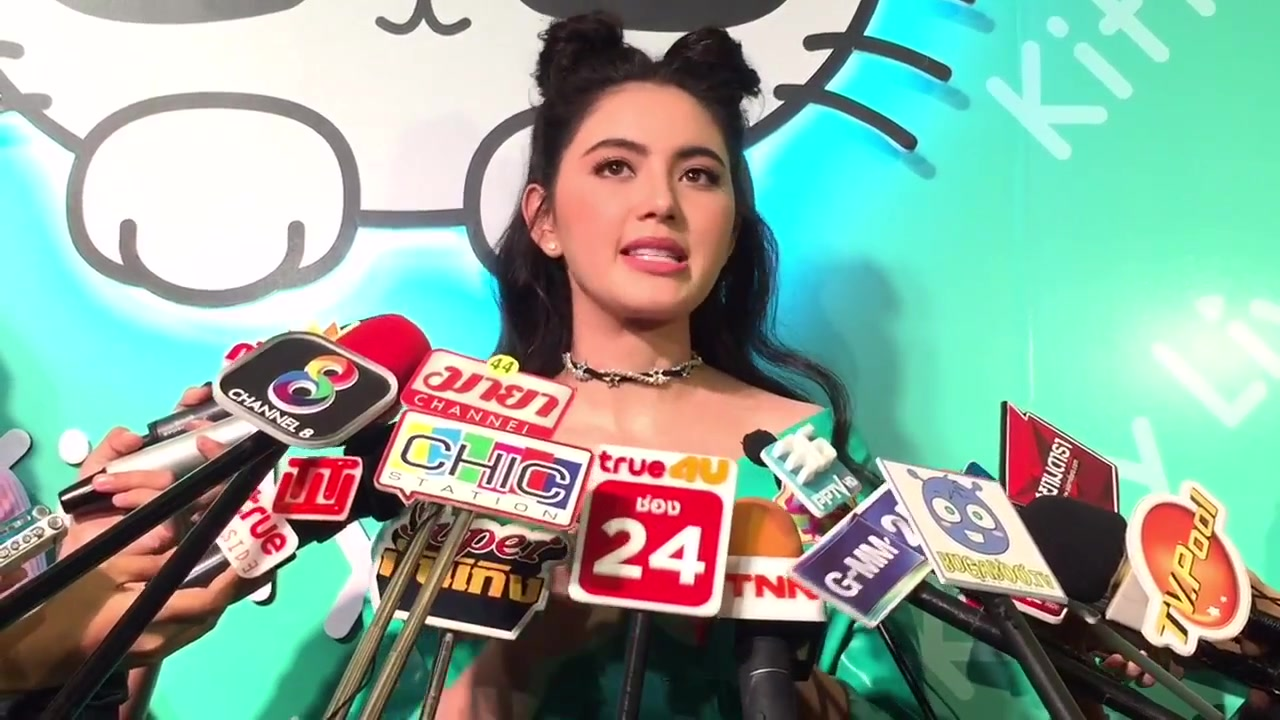
Mai Davika en 2017.

En 2006, à 14 ans, Davika Hoorne commence une carrière de mannequin et apparaît dans diverses publicités.  
En 2010, à 18 ans, elle obtient un contrat avec Channel 7 et commence dans sa première série TV Ngao Kammathep (เงากามเทพ) puis joue dans sept autres séries. 
Elle joue dans son premier film, Fatherland en 2012.
Elle est l'actrice principale au côté de l'acteur Mario Maurer dans le film Pee Mak en 2013, le plus grand succès au box-office de l'histoire du cinéma thaïlandais (si l'on excepte les deux grandes fresques historiques de Chatrichalerm Yukol : La légende de Suriyothai et les 6 films sur le roi Naresuan). 
Elle est de nouveau l'actrice principale, en 2014, dans une nouvelle version du drame romantique La Cicatrice (แผลเก่า (Plae Kao) / The Scar), le chef d’œuvre réalisé en 1977 par Cherd Songsri (avec l'acteur Sorapong Chatree) ; en 2015, dans la comédie dramatique et romantique Heart Attack et, en 2016, dans la comédie romantique fantastique Suddenly Twenty.  
En janvier 2016, Davika rompt son contrat d'exclusivité avec Channel 7 et devient actrice indépendante. 
Elle continue régulièrement de jouer dans de multiples séries télévisées : par exemple, en 2023, elle est l'actrice principale de 6ixtynin9 The Series, adaptation en mini-séries de 6 épisodes par Pen-Ek Ratanaruang pour Netflix de son film de 1999 6ixtynin9.

## Filmographie

### Cinéma
- 2012 : Fatherland (ปิตุภูมิ พรมแดนแห่งรัก)
- 2013 : Pee Mak[9]
- 2014 : La Cicatrice (แผลเก่า (Plae Kao) / The Scar)[10],[11]
- 2015 : Heart Attack (ฟรีแลนซ์..ห้ามป่วย ห้ามพัก ห้ามรักหมอ / Freelance[12])
- 2016 : Suddenly Twenty[13]
- 2025 : Un fantôme utile de Ratchapoom Boonbunchachoke

### Séries télévisées
- 2010 : เงากามเทพ (Ngao Kammathep)
- 2011 : เหนือมนุษย์ (Neur Manoot)
- 2011 : ดอกแก้ว (Dok Kaew)
- 2012 : มาหยารัศมี (Maya Rasamee)
- 2012 : ตะวันทอแสง (Tawan Tor Saeng)
- 2013 : ร้อยเล่ห์เสน่ห์ลวง (Roy Lae Sanae Luang)
- 2014 : กุหลาบร้ายของนายตะวัน (Kularb Rai Kong Naai Tawan)
- 2015 : นางชฎา (Nang Chada)[14]
- 2016 : เจ้าเวหา ตอน ฝั่งน้ำจรดฝั่งฟ้า (Jao Wayha 1: Fang Nam Jarod Fah)
- 2016 : เพลิงนรี (Plerng Naree)
- 2017 : ไดอารี่ตุ๊ดซี่ส์ เดอะ ซีรีส์ ซีซั่น 2 (Diary Of Tootsies 2)
- 2017 : บ่วงบรรจถรณ์ (Buang Banjathorn)
- 2017–2018 : ชายไม่จริงหญิงแท้ (Chai Mai Jing Ying Tae)
- 2018–2019 : นางสาวไม่จำกัดนามสกุล (Nang Sao Mai Jam Kad Nam Sakul)
- 2019 : My Ambulance รักฉุดใจนายฉุกเฉิน
- 2021 : Wanthong วันทอง
- 2022 : You are My Heartbeat จังหวะหัวใจนายสะอาด (Jangwa Hua Jai Nai Saat)
- 2022 : Astrophile คืนนับดาว
- 2023 : 6ixtynin9 : La série[15]